# 2048 (igra)
2048 je enoigralska računalniška igra v spletni in prenosni različici, ki jo je razvil 19-letni italijanski programer Gabriele Cirulli. Cilj igre je s premikanjem kvadratnih ploščic na štiri strani doseči seštevek 2048. Je vrsta premičnice in je zelo podobna igri Threes, ki je izšla mesec prej. Cirulli je izdelal igro v enem vikendu kot preskus ali lahko sprogramira igro od začetka, in jo opisal kot klon igre 1024 založnika Veewo Studios'. Zamisel je dobil od klona 2048 Samija Romdhanae in bil presenečen, ko je njegova igra dobila več kot 4 milijone obiskovalcev v manj kot enem tednu, še posebej zato, ker je bil to le vikendski projekt. Dejal je: »To je bil način, da mine čas.« Je prosta za igranje. Cirulli je dejal, da ni hotel zaslužiti »z nečim kar ni izumil.« Maja 2014 je izdal prosto različico igre za operacijska sitema iOS in Android in May 2014.
Igra 2048 je postala virusni uspeh. Igro označujejo kot mešanico igre 15 in 5 v vrsto ali podobno premičnici Klotski. Dnevnik Wall Street Journal jo je označil »skoraj kot igra Candy Crush za matematične čudake,« novičarsko spletišče Business Insider pa jo je imenovalo »Threes na steroidih.« Zaradi priljubljenosti igre 2048 se včasih trdi, da je igra Threes! njen klon in ne obratno.
Dejstvo, da igra deluje z odprto kodo, je vodilo do mnogih dodatkov k izvirni igri. Na primer vodenje najboljših rezultatov in izboljšana igralnost z zaslonom na dotik. Na spletu so izdali več razširitev igre kot programe in za prenosno konzolo Nintendo 3DS. Vsebujejo različice z elementi iz dogea, Doctor Who-ja, Flappy Bird, Tetrisa ali Fibonaccijevega zaporedja. Obstaja tudi trirazsežna različica in druge z večjimi ali manjšimi mrežami. Cirulli vidi te razširitve »kot del lepote odprtkodne programske opreme« in jim ne nasprotuje »vse dokler dodajajo nove, kreativne spremembe k igri.« Leta 2014 je založniško podjetje prenosnih iger Ketchapp izdalo neuradni klon igre v spletni trgovini za iOS in ga tržilo z reklamo.

## Igranje
2048 se igra na kvadratni mreži 4×4 z oštevičnenimi ploščicami, ki se gladko premikajo, ko jih igralec premika s pomočjo štirih puščičnih tipk – levo, desno, gor, dol. V vsaki potezi se bo naključno pojavila nova ploščica na praznem mestu plošče z vrednostjo 2 ali 4. Ploščice se pomikajo dokler je možno v izbranismeri dokler jih ne zaustavi druga ploščica ali rob mreže. Če se pri premikanju dve ploščici z enakima vrednostima zadaneta, se bosta združili v ploščico s skupno vrednostjo obeh združenih ploščic. Na primer: 2 + 2 = 4, 4 + 4 = 8, itd. Nastala ploščica se v tej potezi ne more več združiti z drugo enakovredno ploščico. Ploščice z višjimi vrednostmi se rahlo svetijo.
Zgoraj na desni je trenutni rezultat igralca. Igralec začne z 0, rezulta pa se povečuje pri združitvi ploščic z vrednostjo nastalih novih ploščic. Kot pri veliko arkadnih igrah se ob trenutnem rezultatu prikazuje tudi najboljši rezultat igralca.
Igra se konča z zmago, ko se na plošči pojavi ploščica s številko 2048, od koder izhaja tudi ime igre. Ko igralec doseže ploščico s številko 2048, lahko nadaljuje z igranjem in doseže višje rezultate. Ko igralec nima več potez (ni več praznih mest ali sosednjih ploščic z enakimi vrednostmi), se igra konča.
Zaradi preproste igralne mehanike igre (samo štiri smeri) so igro uporabili za promocijski video za gibni nadzorni ročni trak Myo. Zaradi njene razpoložljive izvorne kode so jo uporabili kot poučevalsko pomoč pri programiranju.. Umetnointeligenčni sistem, napisan v MATLABu, ki je samostojno igral igro 2048 je dosegel drugo mesto na tekmovanju programiranja pri Matlab Central Exchange.

## Matematično ozadje
Možna je ploščica z najvišjo vrednostjo 131.072 (ali 217). Najvišji možni rezultat je 3.932.156 in najvišje možno število potez je 131.038. Vrednost vsake ploščice je potenca števila 2. V najslabšem scenariju, če se na plošči pojavijo samo števke 2, bi moral igralec narediti {\displaystyle M_{n}=2^{n-1}-1\,} potez, da bi dosegel ploščico z vrednostjo {\displaystyle 2^{n}\,}, kar da skupni rezultat {\displaystyle S_{n}=2^{n}(n-1)\,} točk za to ploščico. V najboljšem primeru, če se pojavljajo samo štirice, so odgovarjajoče vrednosti {\displaystyle M'_{n}=2^{n-2}-1\,} in {\displaystyle S'_{n}=2^{n}(n-20)\,}. 
| {\displaystyle n\,} | {\displaystyle 2^{n}} | {\displaystyle M_{n}} | {\displaystyle S_{n}} | {\displaystyle M'_{n}} | {\displaystyle S'_{n}} |
| ------------------- | --------------------- | --------------------- | --------------------- | ---------------------- | ---------------------- |
| 1                   | 2                     | 0                     | 0                     |                        |                        |
| 2                   | 4                     | 1                     | 4                     | 0                      | 0                      |
| 3                   | 8                     | 3                     | 16                    | 1                      | 8                      |
| 4                   | 16                    | 7                     | 48                    | 3                      | 32                     |
| 5                   | 32                    | 15                    | 128                   | 7                      | 96                     |
| 6                   | 64                    | 31                    | 320                   | 15                     | 256                    |
| 7                   | 128                   | 63                    | 768                   | 31                     | 640                    |
| 8                   | 256                   | 127                   | 1792                  | 63                     | 1536                   |
| 9                   | 512                   | 255                   | 4096                  | 127                    | 3584                   |
| 10                  | 1024                  | 511                   | 9216                  | 255                    | 8192                   |
| 11                  | 2048                  | 1023                  | 20480                 | 511                    | 18432                  |
| 12                  | 4096                  | 2047                  | 45056                 | 1023                   | 40960                  |
| 13                  | 8192                  | 4095                  | 98304                 | 2047                   | 90112                  |
| 14                  | 16384                 | 8191                  | 212992                | 4095                   | 196608                 |
| 15                  | 32768                 | 16383                 | 458752                | 8191                   | 425984                 |
| 16                  | 65536                 | 32767                 | 983040                | 16383                  | 917504                 |
| 17                  | 131072                |                       |                       | 32767                  | 1966080                |

Tako je največji teoretično možni skupni rezultat enak 1.835.012, če se pojavljajo samo dvojice, in dvakrat večja vrednost (3.670.024) v primeru štiric. Za naključno pojavljanje dvojic ali štiric pa je skupni rezultat enak:
{\displaystyle {\begin{aligned}S&=131.072+1.966.080+983.040+458.752+212.992+98.304+45.056\\&\quad +20.480+9.216+4.096+1.792+768+320+128+48+16-15\cdot 4\\&=3.932.156\!\,\end{aligned}}}

## Primerjave z igroFlappy Bird
2048 je več komentatorjev primerjalo z igro Flappy Bird. Obe sta klona predhodnih iger in njun uspeh je vodil do novih klonov. Opisali so ju kot virozni in zasvojljivi. Igričarsko spletišče JayIsGames je igro 2048 primerjalo z igro Flappy Bird »vendar brez razkačene nepozornosti.« Ko so ga vprašali ali je zaskrbljen, da bi se njegov položaj končal kot za Nguyễna Hàja Đônga, tvorca igre Flappy Bird, je Cirulli dejal, da »je že šel čez to fazo« v majhni meri, and, ko se je enkrat odločil proti trženju igre 2048, se »prenehal počutiti v zadregi.«